# Georges Rutaganda
Georges Anderson Nderubumwe Rutaganda (Ngoma, 27 de novembro de 1958 - 11 de outubro de 2010) foi um genocida ruandês da milícia Interahamwe.

## Biografia
Rutaganda foi um dos principais responsáveis pelo genocídio em Ruanda de 1994. O procurador James Stewart declarou: "Sem Georges Rutaganda, o genocídio de Ruanda não teria funcionado do jeito que foi feito." Foi na rádio RTLM (Radio Télévision Libre des Mille Collines), em Kigali, que ele incentivou a milícia Interahamwe a exterminar todos os tutsis. Foi alegado que Rutaganda capturava, estuprava e torturava mulheres tutsi nos esconderijos da Interahamwe em Kigali.
Durante este tempo, Rutaganda fornecia apoio a sua milícia com equipamentos roubados do exército ruandês. Rutaganda foi preso em 10 de outubro de 1995, e transferido para Arusha, na Tanzânia, em 26 de maio de 1996. Ele foi condenado à prisão perpétua por genocídio, crimes contra a humanidade e assassinatos. Morreu na prisão em Porto Novo (Benim). em 11 de outubro de 2010.

## Cultura popular
Rutaganda foi retratado pelo ator nigeriano Hakeem Kae-Kazim no filme histórico Hotel Ruanda.